# Bahnstrecke Worcester–Albany
| Strecke am Quaboag River bei Warren MA. | |                                                     |                                                     |
| Streckenlänge: | 251,2 km |                                                     |                                                     |
| Spurweite: | 1435 mm (Normalspur) |                                                     |                                                     |
| Zweigleisigkeit: | Worcester–Jamesville West Brimfield–Palmer Oak Street–Westfield Chester–Pittsfield East Chatham–Chatham früher: gesamte Strecke |                                                     |                                                     |
| | |                                                     |                                                     |
| Gesellschaft: | CSX Transportation |                                                     |                                                     |
| Mitbenutzung: | Amtrak |                                                     |                                                     |
| \| \| \| von Boston \| \| \| \| 0,0 \| Worcester MA Union Station (Keilbf.) \| Worcester MA Union Station (Keilbf.) \| \| \| \| von Rochester \| \| \| \| \| \| \| \| \| \| Straßenbahn Worcester (Southbridge Street) \| \| \| \| \| nach Groton und Providence \| \| \| \| 1,6 \| South Worcester MA (früher Hammond Street) \| South Worcester MA (früher Hammond Street) \| \| \| \| Blackstone River \| \| \| \| \| Straßenbahn Worcester (Webster Street) \| \| \| \| \| Curtis Pond \| \| \| \| 5,8 \| Jamesville MA \| Jamesville MA \| \| \| \| Industrieanschluss \| \| \| \| 10,2 \| Webster Junction MA (früher Auburn) \| Webster Junction MA (früher Auburn) \| \| \| \| nach Webster \| \| \| \| \| French River \| \| \| \| 14,2 \| Rochdale MA (früher Clappville) \| Rochdale MA (früher Clappville) \| \| \| 21,2 \| Charlton MA \| Charlton MA \| \| \| \| von Spencer \| \| \| \| 28,3 \| South Spencer MA (früher Spencer) \| South Spencer MA (früher Spencer) \| \| \| 31,4 \| East Brookfield MA \| East Brookfield MA \| \| \| \| nach North Brookfield \| \| \| \| \| East Brookfield River \| \| \| \| 36,5 \| Brookfield MA (früher South Brookfield) \| Brookfield MA (früher South Brookfield) \| \| \| 40,7 \| West Brookfield MA \| West Brookfield MA \| \| \| \| Quaboag River \| \| \| \| \| W&B (2×) \| \| \| \| 45,5 \| Warren MA \| Warren MA \| \| \| \| Quaboag River (3×) \| \| \| \| 49,2 \| West Warren MA \| West Warren MA \| \| \| \| Quaboag River (3×) \| \| \| \| 54,9 \| West Brimfield MA \| West Brimfield MA \| \| \| \| Interstate 90 \| \| \| \| \| Quaboag River \| \| \| \| \| Palmer Yard (Güterbf.) \| \| \| \| \| Straßenbahn Springfield (Main Street) \| \| \| \| 63,2 \| Palmer MA Union Station (Keilbf.) \| Palmer MA Union Station (Keilbf.) \| \| \| \| Verbindung nach Brattleboro und Winchendon \| \| \| \| \| Strecke New London–Brattleboro \| \| \| \| \| Quaboag River \| \| \| \| \| Straßenbahn Springfield (Boston Road) \| \| \| \| 71,5 \| North Wilbraham MA \| North Wilbraham MA \| \| \| \| Straßenbahn Springfield (Old Boston Road) \| \| \| \| \| Verbindung zur Strecke Athol–Athol Junction \| \| \| \| \| Oak Street (früher Indian Orchard) \| \| \| \| \| Straßenbahn Springfield (Berkshire Avenue) \| \| \| \| \| von Athol und Hampden Junction \| \| \| \| \| Industrieanschluss \| \| \| \| \| Athol Junction MA \| \| \| \| \| Verbindung nach East Hartford \| \| \| \| \| \| \| \| \| \| von East Hartford \| \| \| \| \| Straßenbahn Springfield (Chestnut Street) \| \| \| \| 86,9 \| Springfield MA Union Station \| Springfield MA Union Station \| \| \| \| Straßenbahn Springfield (Main Street) \| \| \| \| \| nach East Northfield und New Haven \| \| \| \| \| Interstate 91 \| \| \| \| \| Verbindung New Haven–East Northfield \| \| \| \| \| Connecticut River \| \| \| \| 91,1 \| West Springfield MA \| West Springfield MA \| \| \| \| Straßenbahn Springfield (River Street) \| \| \| \| \| Mittineague MA \| \| \| \| \| nach Tariffville (Agawam Junction) \| \| \| \| \| Straßenbahn Springfield (Westfield Street) \| \| \| \| \| Trap Rock \| \| \| \| \| Anschluss Steinbruch \| \| \| \| \| Industrieanschluss \| \| \| \| 102,4 \| Westfield MA \| Westfield MA \| \| \| \| Straßenbahn Springfield (Elm Street) \| \| \| \| \| Strecke New Haven–Shelburne Junction \| \| \| \| \| Verbindung von Shelburne Junction \| \| \| \| \| Interstate 90 \| \| \| \| 110,4 \| Woronoco MA \| Woronoco MA \| \| \| 114,4 \| Russell MA \| Russell MA \| \| \| \| Westfield River \| \| \| \| 120,7 \| Huntington MA (früher Chester Village) \| Huntington MA (früher Chester Village) \| \| \| \| Westfield River (3×) \| \| \| \| \| Anschluss Beckett Quarry (1897–1931) (C&B Junction) \| \| \| \| \| Westfield River \| \| \| \| 131,2 \| Chester MA (früher Chester Factories) \| Chester MA (früher Chester Factories) \| \| \| \| Westfield River (6×, früher 8×) \| \| \| \| 138,9 \| Middlefield MA \| Middlefield MA \| \| \| \| Westfield River (8×) \| \| \| \| 144,5 \| Becket MA \| Becket MA \| \| \| 150,3 \| Washington MA (früher Summit) \| Washington MA (früher Summit) \| \| \| \| Housatonic River \| \| \| \| 157,1 \| Hinsdale MA \| Hinsdale MA \| \| \| 162,5 \| Dalton MA \| Dalton MA \| \| \| \| Housatonic River \| \| \| \| \| von North Adams \| \| \| \| \| BSRY (Junction Road) \| \| \| \| \| Pittsfield Yard (Güterbf.) \| \| \| \| \| BSRY (North Street) \| \| \| \| 171,1 \| Pittsfield MA Transportation Center \| Pittsfield MA Transportation Center \| \| \| \| Housatonic River \| \| \| \| \| nach Rising Junction \| \| \| \| \| West Pittsfield MA (früher Shaker Village) \| \| \| \| 180,9 \| Richmond Summit \| Richmond Summit \| \| \| 184,3 \| Richmond MA \| Richmond MA \| \| \| 185,9 \| Richmond Furnace \| Richmond Furnace \| \| \| \| Massachusetts/New York \| \| \| \| \| von West Stockbridge \| \| \| \| 189,1 \| State Line NY \| State Line NY \| \| \| \| nach Hudson (alte Strecke bis ca. 1860) \| \| \| \| 192,0 \| Edwards Park NY \| Edwards Park NY \| \| \| \| State Line Tunnel (ca. 180m) \| \| \| \| 197,5 \| Canaan NY \| Canaan NY \| \| \| \| Strecke Hudson–West Stockbridge (bis ca. 1860) \| \| \| \| 204,5 \| East Chatham NY \| East Chatham NY \| \| \| \| Interstate 90 \| \| \| \| \| Taconic State Parkway \| \| \| \| \| Strecke Hudson–West Stockbridge (bis ca. 1860) \| \| \| \| \| von North Bennington \| \| \| \| \| von West Stockbridge (alte Strecke bis ca. 1860) \| \| \| \| 213,9 \| Chatham NY \| Chatham NY \| \| \| \| nach Hudson \| \| \| \| \| Kinderhook Creek \| \| \| \| 221,8 \| Chatham Center NY \| Chatham Center NY \| \| \| \| Albany Southern Railroad (Interurban) \| \| \| \| \| von Hudson Junction \| \| \| \| 226,0 \| Niverville NY \| Niverville NY \| \| \| 230,3 \| Post Road Crossing \| Post Road Crossing \| \| \| \| nach Schodack Junction \| \| \| \| 234,6 \| Van Hoesen Road \| Van Hoesen Road \| \| \| 238,3 \| Brookview NY \| Brookview NY \| \| \| 243,2 \| East Greenbush NY \| East Greenbush NY \| \| \| \| Albany Southern Railroad (Interurban) \| \| \| \| \| Verbindungsgleis \| \| \| \| 250,3 \| Rensselaer NY (bis 1897 Greenbush) \| Rensselaer NY (bis 1897 Greenbush) \| \| \| \| von New York City \| \| \| \| \| nach Troy und West Albany \| \| \| \| \| Hudson River (Maiden Lane Bridge) \| \| \| \| \| Interstate 787 \| \| \| \| \| \| \| \| \| \| von Weehawken \| \| \| \| 251,2 \| Albany NY Union Station \| Albany NY Union Station \| \| \| \| nach Syracuse und Eagle Bridge \| \| | |                                                     |                                                     |
| Strecke | | von Boston                                          | von Boston                                          |
| Bahnhof | 0,0 | Worcester MA Union Station (Keilbf.)                | Worcester MA Union Station (Keilbf.)                |
| Abzweig geradeaus und von rechts | | von Rochester                                       | von Rochester                                       |
| Strecke von links · Abzweig geradeaus und nach rechts | |                                                     |                                                     |
| Kreuzung geradeaus oben (Querstrecke außer Betrieb) · Kreuzung geradeaus oben (Querstrecke außer Betrieb) | | Straßenbahn Worcester (Southbridge Street)          | Straßenbahn Worcester (Southbridge Street)          |
| Strecke nach links · Kreuzung geradeaus oben · Abzweig quer und von rechts | | nach Groton und Providence                          | nach Groton und Providence                          |
| ehemaliger Bahnhof | 1,6 | South Worcester MA (früher Hammond Street)          | South Worcester MA (früher Hammond Street)          |
| Brücke über Wasserlauf | | Blackstone River                                    | Blackstone River                                    |
| Kreuzung geradeaus oben (Querstrecke außer Betrieb) | | Straßenbahn Worcester (Webster Street)              | Straßenbahn Worcester (Webster Street)              |
| Brücke über Wasserlauf | | Curtis Pond                                         | Curtis Pond                                         |
| Dienststation / Betriebs- oder Güterbahnhof | 5,8 | Jamesville MA                                       | Jamesville MA                                       |
| Abzweig geradeaus und ehemals nach links | | Industrieanschluss                                  | Industrieanschluss                                  |
| Dienststation / Betriebs- oder Güterbahnhof | 10,2 | Webster Junction MA (früher Auburn)                 | Webster Junction MA (früher Auburn)                 |
| Abzweig geradeaus und ehemals nach links | | nach Webster                                        | nach Webster                                        |
| Brücke über Wasserlauf | | French River                                        | French River                                        |
| ehemaliger Bahnhof | 14,2 | Rochdale MA (früher Clappville)                     | Rochdale MA (früher Clappville)                     |
| Dienststation / Betriebs- oder Güterbahnhof | 21,2 | Charlton MA                                         | Charlton MA                                         |
| Abzweig geradeaus und ehemals von rechts | | von Spencer                                         | von Spencer                                         |
| ehemaliger Bahnhof | 28,3 | South Spencer MA (früher Spencer)                   | South Spencer MA (früher Spencer)                   |
| Dienststation / Betriebs- oder Güterbahnhof | 31,4 | East Brookfield MA                                  | East Brookfield MA                                  |
| Abzweig geradeaus und ehemals nach rechts | | nach North Brookfield                               | nach North Brookfield                               |
| Brücke über Wasserlauf | | East Brookfield River                               | East Brookfield River                               |
| ehemaliger Bahnhof | 36,5 | Brookfield MA (früher South Brookfield)             | Brookfield MA (früher South Brookfield)             |
| Dienststation / Betriebs- oder Güterbahnhof | 40,7 | West Brookfield MA                                  | West Brookfield MA                                  |
| Brücke über Wasserlauf | | Quaboag River                                       | Quaboag River                                       |
| Kreuzung geradeaus unten (Querstrecke außer Betrieb) | | W&B (2×)                                            | W&B (2×)                                            |
| ehemaliger Bahnhof | 45,5 | Warren MA                                           | Warren MA                                           |
| Brücke über Wasserlauf | | Quaboag River (3×)                                  | Quaboag River (3×)                                  |
| ehemaliger Bahnhof | 49,2 | West Warren MA                                      | West Warren MA                                      |
| Brücke über Wasserlauf | | Quaboag River (3×)                                  | Quaboag River (3×)                                  |
| ehemaliger Bahnhof | 54,9 | West Brimfield MA                                   | West Brimfield MA                                   |
| Strecke mit Straßenbrücke | | Interstate 90                                       | Interstate 90                                       |
| Brücke über Wasserlauf | | Quaboag River                                       | Quaboag River                                       |
| Dienststation / Betriebs- oder Güterbahnhof | | Palmer Yard (Güterbf.)                              | Palmer Yard (Güterbf.)                              |
| Kreuzung geradeaus unten (Querstrecke außer Betrieb) | | Straßenbahn Springfield (Main Street)               | Straßenbahn Springfield (Main Street)               |
| Dienststation / Betriebs- oder Güterbahnhof | 63,2 | Palmer MA Union Station (Keilbf.)                   | Palmer MA Union Station (Keilbf.)                   |
| Abzweig geradeaus und nach halbrechts | | Verbindung nach Brattleboro und Winchendon          | Verbindung nach Brattleboro und Winchendon          |
| Abzweig quer · Kreuzung · Strecke quer | | Strecke New London–Brattleboro                      | Strecke New London–Brattleboro                      |
| Brücke über Wasserlauf | | Quaboag River                                       | Quaboag River                                       |
| Kreuzung geradeaus oben (Querstrecke außer Betrieb) | | Straßenbahn Springfield (Boston Road)               | Straßenbahn Springfield (Boston Road)               |
| ehemaliger Bahnhof | 71,5 | North Wilbraham MA                                  | North Wilbraham MA                                  |
| Kreuzung geradeaus unten (Querstrecke außer Betrieb) | | Straßenbahn Springfield (Old Boston Road)           | Straßenbahn Springfield (Old Boston Road)           |
| Abzweig geradeaus und ehemals von rechts | | Verbindung zur Strecke Athol–Athol Junction         | Verbindung zur Strecke Athol–Athol Junction         |
| ehemaliger Bahnhof | | Oak Street (früher Indian Orchard)                  | Oak Street (früher Indian Orchard)                  |
| Kreuzung geradeaus unten (Querstrecke außer Betrieb) | | Straßenbahn Springfield (Berkshire Avenue)          | Straßenbahn Springfield (Berkshire Avenue)          |
| Abzweig geradeaus und von rechts | | von Athol und Hampden Junction                      | von Athol und Hampden Junction                      |
| Abzweig geradeaus und von rechts | | Industrieanschluss                                  | Industrieanschluss                                  |
| Dienststation / Betriebs- oder Güterbahnhof | | Athol Junction MA                                   | Athol Junction MA                                   |
| Abzweig geradeaus und ehemals nach links | | Verbindung nach East Hartford                       | Verbindung nach East Hartford                       |
| Strecke | |                                                     |                                                     |
| Abzweig geradeaus und ehemals von links | | von East Hartford                                   | von East Hartford                                   |
| Kreuzung geradeaus oben (Querstrecke außer Betrieb) | | Straßenbahn Springfield (Chestnut Street)           | Straßenbahn Springfield (Chestnut Street)           |
| Bahnhof | 86,9 | Springfield MA Union Station                        | Springfield MA Union Station                        |
| Kreuzung geradeaus oben (Querstrecke außer Betrieb) | | Straßenbahn Springfield (Main Street)               | Straßenbahn Springfield (Main Street)               |
| Abzweig geradeaus, nach links und nach rechts | | nach East Northfield und New Haven                  | nach East Northfield und New Haven                  |
| Strecke mit Straßenbrücke | | Interstate 91                                       | Interstate 91                                       |
| Kreuzung (Querstrecke außer Betrieb) | | Verbindung New Haven–East Northfield                | Verbindung New Haven–East Northfield                |
| Brücke über Wasserlauf | | Connecticut River                                   | Connecticut River                                   |
| Dienststation / Betriebs- oder Güterbahnhof | 91,1 | West Springfield MA                                 | West Springfield MA                                 |
| Kreuzung geradeaus oben (Querstrecke außer Betrieb) | | Straßenbahn Springfield (River Street)              | Straßenbahn Springfield (River Street)              |
| ehemaliger Haltepunkt / Haltestelle | | Mittineague MA                                      | Mittineague MA                                      |
| Abzweig geradeaus und ehemals nach links | | nach Tariffville (Agawam Junction)                  | nach Tariffville (Agawam Junction)                  |
| Kreuzung geradeaus unten (Querstrecke außer Betrieb) | | Straßenbahn Springfield (Westfield Street)          | Straßenbahn Springfield (Westfield Street)          |
| ehemaliger Bahnhof | | Trap Rock                                           | Trap Rock                                           |
| Abzweig geradeaus und ehemals nach rechts | | Anschluss Steinbruch                                | Anschluss Steinbruch                                |
| Abzweig geradeaus und von rechts | | Industrieanschluss                                  | Industrieanschluss                                  |
| Dienststation / Betriebs- oder Güterbahnhof | 102,4 | Westfield MA                                        | Westfield MA                                        |
| Kreuzung geradeaus oben (Querstrecke außer Betrieb) | | Straßenbahn Springfield (Elm Street)                | Straßenbahn Springfield (Elm Street)                |
| Abzweig quer und nach halblinks · Kreuzung (Querstrecke außer Betrieb) · Strecke quer (außer Betrieb) | | Strecke New Haven–Shelburne Junction                | Strecke New Haven–Shelburne Junction                |
| Abzweig geradeaus und von halbrechts | | Verbindung von Shelburne Junction                   | Verbindung von Shelburne Junction                   |
| Strecke mit Straßenbrücke | | Interstate 90                                       | Interstate 90                                       |
| Dienststation / Betriebs- oder Güterbahnhof | 110,4 | Woronoco MA                                         | Woronoco MA                                         |
| ehemaliger Bahnhof | 114,4 | Russell MA                                          | Russell MA                                          |
| Brücke über Wasserlauf | | Westfield River                                     | Westfield River                                     |
| Dienststation / Betriebs- oder Güterbahnhof | 120,7 | Huntington MA (früher Chester Village)              | Huntington MA (früher Chester Village)              |
| Brücke über Wasserlauf | | Westfield River (3×)                                | Westfield River (3×)                                |
| Abzweig geradeaus und ehemals nach links | | Anschluss Beckett Quarry (1897–1931) (C&B Junction) | Anschluss Beckett Quarry (1897–1931) (C&B Junction) |
| Brücke über Wasserlauf | | Westfield River                                     | Westfield River                                     |
| Dienststation / Betriebs- oder Güterbahnhof | 131,2 | Chester MA (früher Chester Factories)               | Chester MA (früher Chester Factories)               |
| Brücke über Wasserlauf | | Westfield River (6×, früher 8×)                     | Westfield River (6×, früher 8×)                     |
| ehemaliger Bahnhof | 138,9 | Middlefield MA                                      | Middlefield MA                                      |
| Brücke über Wasserlauf | | Westfield River (8×)                                | Westfield River (8×)                                |
| ehemaliger Bahnhof | 144,5 | Becket MA                                           | Becket MA                                           |
| Dienststation / Betriebs- oder Güterbahnhof | 150,3 | Washington MA (früher Summit)                       | Washington MA (früher Summit)                       |
| Brücke über Wasserlauf | | Housatonic River                                    | Housatonic River                                    |
| Dienststation / Betriebs- oder Güterbahnhof | 157,1 | Hinsdale MA                                         | Hinsdale MA                                         |
| ehemaliger Bahnhof | 162,5 | Dalton MA                                           | Dalton MA                                           |
| Brücke über Wasserlauf | | Housatonic River                                    | Housatonic River                                    |
| Abzweig geradeaus und von rechts | | von North Adams                                     | von North Adams                                     |
| Kreuzung geradeaus unten (Querstrecke außer Betrieb) | | BSRY (Junction Road)                                | BSRY (Junction Road)                                |
| Dienststation / Betriebs- oder Güterbahnhof | | Pittsfield Yard (Güterbf.)                          | Pittsfield Yard (Güterbf.)                          |
| Kreuzung geradeaus unten (Querstrecke außer Betrieb) | | BSRY (North Street)                                 | BSRY (North Street)                                 |
| Bahnhof | 171,1 | Pittsfield MA Transportation Center                 | Pittsfield MA Transportation Center                 |
| Brücke über Wasserlauf | | Housatonic River                                    | Housatonic River                                    |
| Abzweig geradeaus und nach links | | nach Rising Junction                                | nach Rising Junction                                |
| ehemaliger Bahnhof | | West Pittsfield MA (früher Shaker Village)          | West Pittsfield MA (früher Shaker Village)          |
| ehemaliger Haltepunkt / Haltestelle | 180,9 | Richmond Summit                                     | Richmond Summit                                     |
| ehemaliger Bahnhof | 184,3 | Richmond MA                                         | Richmond MA                                         |
| ehemaliger Haltepunkt / Haltestelle | 185,9 | Richmond Furnace                                    | Richmond Furnace                                    |
| Grenze | | Massachusetts/New York                              | Massachusetts/New York                              |
| Abzweig geradeaus und ehemals von links | | von West Stockbridge                                | von West Stockbridge                                |
| ehemaliger Bahnhof | 189,1 | State Line NY                                       | State Line NY                                       |
| Abzweig geradeaus und ehemals nach links | | nach Hudson (alte Strecke bis ca. 1860)             | nach Hudson (alte Strecke bis ca. 1860)             |
| ehemaliger Bahnhof | 192,0 | Edwards Park NY                                     | Edwards Park NY                                     |
| Tunnel | | State Line Tunnel (ca. 180m)                        | State Line Tunnel (ca. 180m)                        |
| ehemaliger Bahnhof | 197,5 | Canaan NY                                           | Canaan NY                                           |
| Kreuzung geradeaus oben (Querstrecke außer Betrieb) | | Strecke Hudson–West Stockbridge (bis ca. 1860)      | Strecke Hudson–West Stockbridge (bis ca. 1860)      |
| Dienststation / Betriebs- oder Güterbahnhof | 204,5 | East Chatham NY                                     | East Chatham NY                                     |
| Brücke | | Interstate 90                                       | Interstate 90                                       |
| Strecke mit Straßenbrücke | | Taconic State Parkway                               | Taconic State Parkway                               |
| Kreuzung (Querstrecke außer Betrieb) | | Strecke Hudson–West Stockbridge (bis ca. 1860)      | Strecke Hudson–West Stockbridge (bis ca. 1860)      |
| Abzweig geradeaus, ehemals nach rechts und ehemals von rechts | | von North Bennington                                | von North Bennington                                |
| Abzweig geradeaus und ehemals von links | | von West Stockbridge (alte Strecke bis ca. 1860)    | von West Stockbridge (alte Strecke bis ca. 1860)    |
| Dienststation / Betriebs- oder Güterbahnhof | 213,9 | Chatham NY                                          | Chatham NY                                          |
| Abzweig geradeaus, nach links und ehemals von links | | nach Hudson                                         | nach Hudson                                         |
| Brücke über Wasserlauf | | Kinderhook Creek                                    | Kinderhook Creek                                    |
| ehemaliger Bahnhof | 221,8 | Chatham Center NY                                   | Chatham Center NY                                   |
| Kreuzung geradeaus oben (Querstrecke außer Betrieb) | | Albany Southern Railroad (Interurban)               | Albany Southern Railroad (Interurban)               |
| Abzweig geradeaus und ehemals von links | | von Hudson Junction                                 | von Hudson Junction                                 |
| ehemaliger Bahnhof | 226,0 | Niverville NY                                       | Niverville NY                                       |
| Dienststation / Betriebs- oder Güterbahnhof | 230,3 | Post Road Crossing                                  | Post Road Crossing                                  |
| Abzweig geradeaus und nach links | | nach Schodack Junction                              | nach Schodack Junction                              |
| Dienststation / Betriebs- oder Güterbahnhof | 234,6 | Van Hoesen Road                                     | Van Hoesen Road                                     |
| Dienststation / Betriebs- oder Güterbahnhof | 238,3 | Brookview NY                                        | Brookview NY                                        |
| ehemaliger Haltepunkt / Haltestelle | 243,2 | East Greenbush NY                                   | East Greenbush NY                                   |
| Kreuzung geradeaus unten (Querstrecke außer Betrieb) | | Albany Southern Railroad (Interurban)               | Albany Southern Railroad (Interurban)               |
| Abzweig ehemals geradeaus und nach links | | Verbindungsgleis                                    | Verbindungsgleis                                    |
| Bahnhof (Strecke außer Betrieb) | 250,3 | Rensselaer NY (bis 1897 Greenbush)                  | Rensselaer NY (bis 1897 Greenbush)                  |
| Abzweig ehemals geradeaus und von links | | von New York City                                   | von New York City                                   |
| Abzweig ehemals geradeaus, nach rechts und ehemals von rechts | | nach Troy und West Albany                           | nach Troy und West Albany                           |
| Brücke über Wasserlauf (Strecke außer Betrieb) | | Hudson River (Maiden Lane Bridge)                   | Hudson River (Maiden Lane Bridge)                   |
| Strecke mit Straßenbrücke (Strecke außer Betrieb) | | Interstate 787                                      | Interstate 787                                      |
| Strecke von links · Kreuzung geradeaus oben (Strecke geradeaus außer Betrieb) | |                                                     |                                                     |
| Strecke nach links · Abzweig ehemals geradeaus und von rechts | | von Weehawken                                       | von Weehawken                                       |
| ehemaliger Bahnhof | 251,2 | Albany NY Union Station                             | Albany NY Union Station                             |
| Abzweig geradeaus und nach links | | nach Syracuse und Eagle Bridge                      | nach Syracuse und Eagle Bridge                      |

Die Bahnstrecke Worcester–Albany ist eine Eisenbahnstrecke in Massachusetts und New York (Vereinigte Staaten). Sie ist 251 Kilometer lang und verbindet unter anderem die Städte Worcester, Palmer, Springfield, Pittsfield, Chatham, Rensselaer und Albany. Die normalspurige Strecke gehört der CSX Transportation, die auf der Gesamtstrecke den Güterverkehr betreibt. Die Amtrak hat ein Mitbenutzungsrecht für die Strecke und befährt sie mit dem Expresszug von Boston nach Chicago. 

## Geschichte

### Bau
Am 15. Februar 1833 erhielt die Western Railroad of Massachusetts eine Konzession, um die in Bau befindliche Bahnstrecke Boston–Worcester der Boston and Worcester Railroad bis zum Hudson River zu verlängern. Die Western Railroad wurde zwar als Tochtergesellschaft der Boston&Worcester gegründet, jedoch entzweiten sich die beiden Gesellschaften später über Streitigkeiten bezüglich der Aufteilung der Einnahmen. Im Winter 1836/37 begannen die Bauarbeiten in Worcester, wo die Bahngesellschaft zunächst einen eigenen Endbahnhof (später South Worcester genannt) etwa anderthalb Kilometer vom Endbahnhof der Boston&Worcester entfernt baute. Ein Verbindungsgleis wurde jedoch von Anfang an eingebaut. Die Konzession war nur für den Bundesstaat Massachusetts gültig. Um in den Bundesstaat New York zu gelangen, erwarb die Gesellschaft ein Mitbenutzungsrecht für die 1840 fertiggestellte Bahnstrecke West Stockbridge–Hudson der Hudson and Berkshire Railroad. Am 1. Oktober 1839 ging der erste Abschnitt der Strecke von Worcester bis Springfield in Betrieb. Der Connecticut River stellte ein natürliches Hindernis dar und musste aufwändig überbrückt werden.
1840 begannen auch die Bauarbeiten von der Staatsgrenze ostwärts. Am 4. Mai 1841 fuhren die ersten Züge von Pittsfield zur Grenze. Am 24. Mai 1841 wurde ein Streckenstück von West Springfield nach Chester eröffnet, das zunächst keine Gleisverbindung zu anderen Teilen der Strecke hatte. Erst am 4. Juli 1841 wurde die Brücke über den Connecticut River und damit der Abschnitt von Springfield nach West Springfield in Betrieb genommen. Von Pittsfield bis zur Passhöhe am Bahnhof Washington (damals Summit Station) fuhren am 9. August 1841 die ersten Züge. Der Lückenschluss zwischen Chester und Washington erfolgte am 13. September und am 4. Oktober 1841 wurde die Gesamtstrecke von Worcester bis zur Grenze offiziell eröffnet. Die Züge fuhren weiter über die Hudson&Berkshire-Strecke nach Hudson. 
Die Castleton and West Stockbridge Railroad hatte 1834 eine Konzession zum Bau einer Eisenbahnstrecke von Greenbush nach West Stockbridge in Massachusetts erhalten, konnte jedoch nicht die nötigen finanziellen Mittel aufbringen, um den Bau auszuführen. Am 5. Mai 1836 übernahm die Albany and West Stockbridge Railroad diese Konzession. Die Western Railroad stellte das Geld für den Streckenbau zur Verfügung und am 21. Dezember 1841 wurde die Bahn von Greenbush nach Chatham eröffnet. Am 12. September 1842 ging der Abschnitt von Chatham bis State Line in Betrieb, parallel zur Strecke der Hudson&Berkshire, deren Mitbenutzung gleichzeitig eingestellt wurde. Nachdem die Western 1854 die Hudson&Berkshire erworben hatte, wurde die ältere Parallelstrecke etwa 1860 stillgelegt, da sie auf schwächerem Unterbau und mit mehr Brücken, engeren Kurven und steileren Anstiegen gebaut worden war. In Greenbush (seit 1897 Rensselaer) bestand anfangs eine Fähre über den Hudson River nach Albany.

### Weitere Entwicklung
Von 1847 bis 1868 wurde die Strecke vollständig zweigleisig ausgebaut. Ab dem 22. Februar 1866 fuhren die Züge über die Livingston Avenue Bridge der Hudson River Bridge Company nach Albany, wo sie zunächst im Bahnhof der New York Central and Hudson River Railroad endeten. Die Brückengesellschaft gehörte zu einem Viertel der Western Railroad. Außerdem baute man kurz darauf die Maiden Lane Bridge weiter südlich, um in die neue Albany Union Station einfahren zu können. Die neue Brücke ging am 28. Dezember 1871 in Betrieb, die Union Station im folgenden Jahr. Güterzüge und Expresszüge ohne Halt in Albany benutzten weiterhin die Livingston Avenue Bridge. 1900 wurde die Maiden Lane Bridge durch einen Neubau gleichen Namens ersetzt, die Albany Union Station erhielt im gleichen Jahr ein neues Empfangsgebäude.
1867 fusionierte die Western Railroad mit der Boston&Worcester und der seit 1854 in Besitz der Western befindlichen Hudson&Berkshire sowie 1870 auch mit der Albany&West Stockbridge zur Boston and Albany Railroad, die nun die Strecke betrieb. 1876 eröffnete der neue Eigentümer die Worcester Union Station. Das Empfangsgebäude wurde 1911 durch den heute noch genutzten Neubau ersetzt. Inzwischen hatte 1900 die New York Central and Hudson River Railroad (später New York Central Railroad) die Boston&Albany übernommen. Den Betrieb führte jedoch weiterhin die Boston&Albany. 
Nachdem 1924 eine Verbindungsstrecke von der Station Post Road (ab diesem Zeitpunkt Post Road Junction) zur Hauptstrecke der New York Central und über den Hudson River zur Hauptstrecke der West Shore Railroad eröffnet wurde, erhielt der Abschnitt von Post Road Junction bis Albany die Bezeichnung Post Road Branch. 1968 wurde der Abschnitt von südlich des Bahnhofs Rensselaer bis zur Albany Union Station über die Maiden Lane Bridge stillgelegt und abgebaut. Auch die Brücke wurde abgerissen. Die Fernzüge hielten nun im Bahnhof Rensselaer, der in Albany-Rensselaer umbenannt wurde.
Durch Fusionen und Auflösungen der Bahngesellschaften wechselte der Eigentümer und Betreiber der Strecke nun mehrfach. Ab 1968 war dies die Penn Central, ab 1976 die Conrail und seit 1999 betreibt nun die CSX Transportation den Güterverkehr auf der Strecke. Der Personenverkehr wurde 1971 durch die Amtrak übernommen. Zunächst fuhren neben dem täglichen Lake Shore Limited von Boston nach Chicago noch zwei Zugpaare von Boston über Springfield nach New York, die jedoch 2004 eingestellt wurden. Der lokale Personenverkehr auf der Strecke war bereits in den 1960er Jahren beendet worden. Das zweite Gleis ist Mitte des 20. Jahrhunderts weitgehend abgebaut worden, lediglich auf kurzen Teilstücken in den Stadtgebieten von Worcester, Palmer und Springfield und zwischen Chester und Pittsfield ist es bis heute erhalten. 

## Streckenbeschreibung

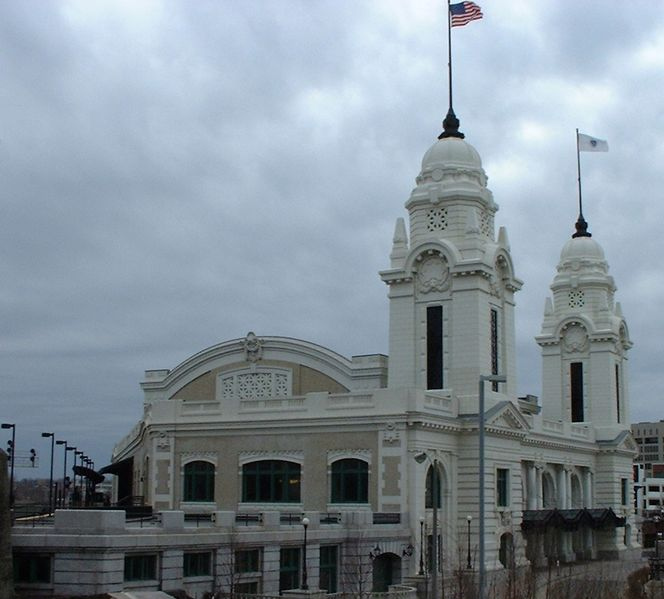
Worcester Union Station

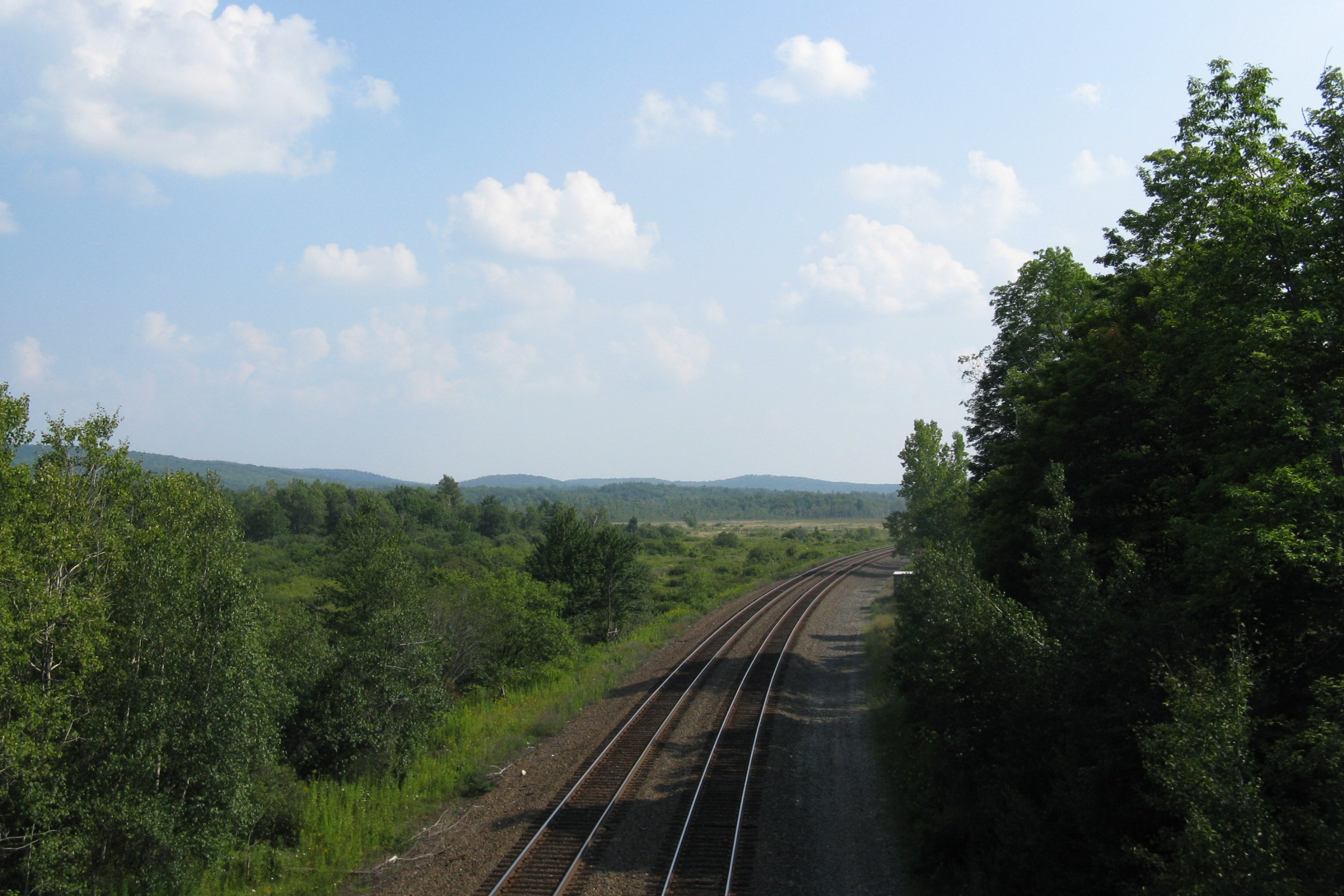
Strecke bei Hinsdale.

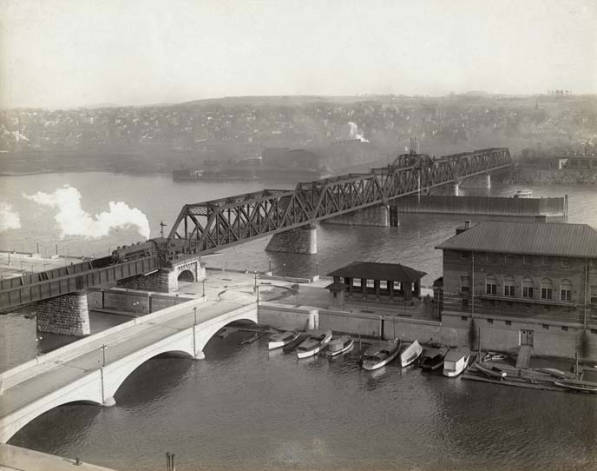
Maiden Lane Bridge zwischen Rensselaer und Albany.

Die Strecke beginnt in der Union Station in Worcester und stellt die westliche Fortsetzung der Bahnstrecke Boston–Worcester dar. Sie ist zunächst zweigleisig, kurz hinter dem früheren Bahnhof Jamesville endet das zweite Gleis jedoch. Die Strecke verläuft grob in westliche Richtung, musste aber aufgrund der Topographie an vielen Stellen künstlich verlängert werden, um zu große Steigungen bei den Querungen der Flusstäler und Höhenzüge zu vermeiden. Die Worcester Union Station und die Albany Union Station liegen nur 166 Kilometer Luftlinie auseinander, die Strecke ist 251 Kilometer lang. Sie ist insgesamt sehr kurvenreich und verfügt über zahlreiche Flussbrücken und einen kurzen Tunnel westlich der Grenze zu New York. 
Die Bahnstrecke überquert zunächst den Höhenzug zwischen dem Blackstone River, an dem Worcester liegt, und dem Quaboag River. Das Tal des Quaboag River ist in Brookfield erreicht und die Bahn folgt diesem Fluss durch West Brookfield und Warren nach Palmer. Die Palmer Union Station wird heute nicht mehr als Personenbahnhof genutzt. Die Bahnstrecke New London–Brattleboro kreuzt hier niveaugleich. Die Strecke führt nicht entlang des Quaboag weiter, sondern relativ geradlinig parallel zur Boston Post Road zum Chicopee River. Südlich dieses Flusses durchquert die Trasse das Stadtgebiet von Springfield, in dessen Zentrum sich die Springfield Union Station befindet. Der Umsteigeknoten ist nicht nur ein Haltebahnhof des Lake Shore Limited, der die Strecke von Boston nach Albany und weiter nach Chicago befährt, sondern auch Endbahnhof zahlreicher Personenzüge aus Richtung New York und New Haven sowie ein Haltebahnhof des Vermonter.
Unmittelbar nach dem Verlassen der Union Station überquert die Bahn den Connecticut River und verläuft nun im Tal des Westfield River weiter über Westfield und Russell nach Chester. Kurz vor dem Bahnhof Chester zweigte von 1897 bis 1930 die Chester and Becket Railroad zu mehreren Steinbrüchen in Becket ab. Die steile und kurvenreiche Anschlussbahn wurde als Zweigstrecke der Boston&Albany nur im Sommerhalbjahr betrieben. Die Bahntrasse erreicht kurz darauf in Becket das Ende des Westfield-Tals und steigt auf den Pass an. Sie überquert hier den gleichen Höhenzug, der rund 30 Kilometer weiter nördlich den Bau des Hoosac Tunnel an der Konkurrenzstrecke der Boston&Albany, der Bahnstrecke Greenfield–Troy, erforderlich gemacht hatte. Die Bahn erreicht in Hinsdale das Tal des Housatonic River, dem sie bis Pittsfield folgt. Pittsfield ist einer von nur vier Haltebahnhöfen des Lake Shore Limited der Amtrak entlang der Strecke. Hier münden die Housatonic Railroad von Bridgeport sowie eine Zweigstrecke der Boston&Albany nach North Adams ein. Die Bahn überquert nun erneut einen Höhenzug und erreicht in West Stockbridge die Staatsgrenze nach New York und den früheren Zweigbahnhof State Line.
Die Bahn führt nun zunächst nordwärts nach Canaan und steigt in ein Seitental des Kinderhook Creek ab, dem sie durch Chatham folgt. Chatham war einst ein wichtiger Knotenbahnhof mit zwei Gleisdreiecken, wo vier Strecken von drei verschiedenen Bahngesellschaften aufeinandertrafen. Heute ist nur noch die Hauptstrecke nach Albany in Betrieb, die hier in Richtung Nordwesten abbiegt und über Chatham Center und Niverville bis nach Rensselaer führt. An der früheren Bahnstation Post Road zweigt seit 1924 die Südumfahrung von Albany ab, über die die durchlaufenden Güterzüge in Richtung Westen fahren. Die Bahnstrecke nach Albany erreicht in Rensselaer die Hauptstrecke New York City–Albany, in die sie heute südlich des Personenbahnhofs Albany-Rensselaer einmündet. Früher hatte die Boston&Albany einen eigenen Bahnhof Rensselaer direkt neben dem der New York Central und mündete erst nördlich des Bahnhofs, etwa am Südende des Bahnbetriebswerks Rensselaer der Amtrak, in diese Strecke ein. Ab hier ist die eigentliche Bahnstrecke nach Albany stillgelegt, die Brücke über den Hudson River in der östlichen Verlängerung der Maiden Lane ist abgerissen. Die Strecke vollführte in Albany eine scharfe Kurve in die Union Station, deren Gelände nach 1968 überbaut wurde. Der Lake Shore Limited, dessen beide Zugteile aus New York und Boston im Bahnhof Albany-Rensselaer verbunden werden, fährt über die weiter nördlich gelegene Livingston Avenue Bridge und trifft in West Albany wieder auf die Hauptstrecke der früheren New York Central.

## Personenverkehr
1869 verkehrten auf der Strecke drei Expresszüge sowie ein Personenzug Boston–Albany und ein sonntäglicher Postexpress sowie zwei tägliche Personenzüge von Boston nach Springfield. Ein weiterer Personenzug fuhr von Pittsfield nach Albany. 
1901, nach der Übernahme durch die New York Central and Hudson River Railroad und nach Eröffnung der Boston South Station verließen diesen Bahnhof ein täglicher Expresszug („Boston and Chicago Special“) über Cleveland nach Chicago mit Kurswagen nach St. Louis, ein täglicher („North Shore Limited“) und ein werktäglicher („Chicago Express“) Zug über Detroit nach Chicago, zwei tägliche, zwei werktägliche und ein sonntäglicher Expresszug über Springfield nach New York, ein werktäglicher Expresszug nach Albany sowie ein täglicher Expresszug nach Cincinnati („Pacific Express“). Außerdem verkehrten an Werktagen ein Personenzug nach Albany, einer nach Chester sowie zwei nach Springfield. Ein werktäglicher Personenzug von Worcester nach Springfield ergänzte das Angebot. Ab Springfield verkehrten zusätzlich ein täglicher und ein werktäglicher Personenzug nach Albany sowie an Werktagen ein Zug nach Pittsfield und zwei Züge an Sonntagen und einer an Samstagen nach Westfield. Außerdem wurde an Werktagen ein Personenzug von Hinsdale nach Albany angeboten, sowie werktags ein und sonntags zwei Züge Palmer–Springfield. Ab Pittsfield verkehrten an Werktagen zwei, an Sonntagen ein Zug nach Chatham und weiter über Brewster nach New York City.
1945 war der Personenverkehr auf der Strecke bereits deutlich zurückgegangen, dennoch wurden noch viele Züge angeboten. Es fuhren ab Boston über Worcester täglich fünf Expresszüge nach Chicago, nämlich über Cleveland der „New England States“ mit Kurswagen nach Pittsburgh, der „Paul Revere“, der „Fast Mail“ mit Kurswagen nach Detroit, der „South Shore Express“ mit Kurswagen nach Detroit sowie über Kanada und Detroit der „New England Wolverine“. Weiterhin fuhr täglich der „Southwestern Limited“ nach St. Louis mit Kurswagen nach Cincinnati, Cleveland und Toronto, der „Niagara“ über Kanada nach Detroit, der „Advance Knickerbocker“ nach St. Louis mit Kurswagen nach Buffalo und Cincinnati, der „New York-Berkshire Express“ nach Albany mit Kurswagen nach New York, drei Expresszüge über Springfield nach New York und ein täglicher sowie ein samstäglicher Expresszug nach Springfield. Daneben verkehrte ein werktäglicher Personenzug nach Albany, zwei Personenzüge montags bis freitags und einer an Samstagen nach Springfield. Zusätzlich gab es werktags zwei und sonntags drei Züge von Pittsfield über Chatham und Brewster nach New York City sowie einen täglichen Zug von Pittsfield nach Albany.
Heute verkehrt nur noch der Lake Shore Limited der Amtrak einmal täglich von Boston nach Chicago.

## Unfälle
Der folgenschwerste Unfall auf der Strecke ereignete sich am 31. August 1893 in der Nähe von Chester. Der Chicago Limited in Richtung Boston stürzte von einer zusammenbrechenden Brücke in den Westfield River, wobei 14 Personen ums Leben kamen. An der Brücke fanden zu dieser Zeit Bauarbeiten statt und Teile der Konstruktion waren entfernt worden, um sie auszutauschen, was die Tragfähigkeit der Brücke so sehr verringerte, dass sie dem schweren Expresszug nicht standhalten konnte.
1907 brach erneut eine der zahlreichen Flussbrücken bei Chester ein und wieder stürzte ein Expresszug ab, was eine unbekannte Anzahl Opfer forderte.